# Ça gère
Singles de Helmut Fritz
Miss France
(2009) Il est temps
(2011)
Pistes de En Observation
Tu l'as pas créé, tu le vends 07h45
Ça gère est le troisième single du chanteur français Helmut Fritz, sorti en 2010. Il est extrait de l'album En Observation, sorti en juin 2009. 
La chanson a atteint la 14e place en France, et reste classée pendant trente-trois semaines.

## Pistes
| 1. | Ça gère (Radio Edit)       | 3:01 |
| 2. | Ça gère (Full Vocal Mix)   | 5:05 |
| 3. | Ça gère (Menagere Dub Mix) | 5:23 |
| 4. | Ça m'énerve (Radio Edit)   | 3:38 |
| 5. | Ça m'énerve (Rock Version) | 3:11 |
| 6. | Ça gère (Music Video)      | 3:19 |

| 1. | Ça gère (Radio Edit)       | 3:00 |
| 2. | Ça gère (Full Vocal Mix)   | 5:04 |
| 3. | Ça gère (Ménagère Dub Mix) | 5:22 |